# داستان زادگاه
داستان زادگاه 
(به تلوگویی: Oka Oori Katha) فیلمی محصول سال ۱۹۷۷ و به کارگردانی مرینال سن است. در این فیلم بازیگرانی همچون ای. آر کریشنا، پرادیپ کومار، جی. ناریانا رائو، ام.وی. واسودوا رائو، ماماتا شانکار ایفای نقش کرده‌اند.